# 戈弗雷·内勒
第一代从男爵戈弗雷·内勒爵士（英語：Sir Godfrey Kneller, 1st Baronet；1646年8月8日—1723年10月19日），原名戈特弗里德·克尼勒（德語：Gottfried Kniller），是17世紀末和18世紀初英國巴洛克時期首屈的肖像畫家及宮廷畫家，也是斯圖亞特時期末和喬治時期初的著名英國肖像畫家，也是成套肖像的先驅之一，生於德國呂北克，曾在荷蘭學習繪畫，最著名的一些作品是艾薩克·牛頓等和系列作品《漢普頓宮廷美女系列》。
內勒除了曾經繪製過英國查理二世和喬治一世等君主的畫像之外，他也曾為艾薩克·牛頓等科學家、法國路易十四等外國君主以及中國畫家沈福宗等到訪英國的遊客作畫。他也曾受威廉三世委託，繪製了八幅系列作品《漢普頓宮廷美女系列》。

## 生平
內勒出生於呂貝克自由市，父親是一名肖像畫家。內勒當時在萊頓就學，但父親後來將他送到荷蘭阿姆斯特丹學習繪畫，同時他也成為了费迪南德·波尔和林布蘭的弟子，1670年代初，他與哥哥约翰·扎卡赖亚斯·内勒一起前往羅馬和義大利威尼斯，在卡洛·馬拉蒂的工作室裡繪製歷史題材和肖像畫，後來又回到了德國，定居於漢堡。
後來內勒隨其兄弟來到了英國，他們在那裡受到了第一代蒙茅斯公爵詹姆斯·斯科特的賞識，並結識了當時的君主查理二世，還幫他繪製了一幅肖像。
在英國，內勒幾乎全新投入於肖像作畫，還成立了自己的工作室，他的肖像作畫方式以近乎工業化的規模大量繪製，並依靠簡單的面部素描，在程式化的模型上添加細節，並藉助當時男士佩戴假髮的風尚。他的肖像畫樹立了先例，直到威廉·賀加斯和約書亞·雷諾茲的出現才逐漸被沿用。
儘管如此，他還是確立了自己在英國肖像畫家的領導地位。1680年，當時的王室首席宮廷畫家彼得·萊利爵士去世後，查理二世任命內勒與約翰·萊利共同擔任王室首席畫家。
大約1682年至1702年，內勒曾經住在柯芬園，當時他的助手是愛德華·賓。

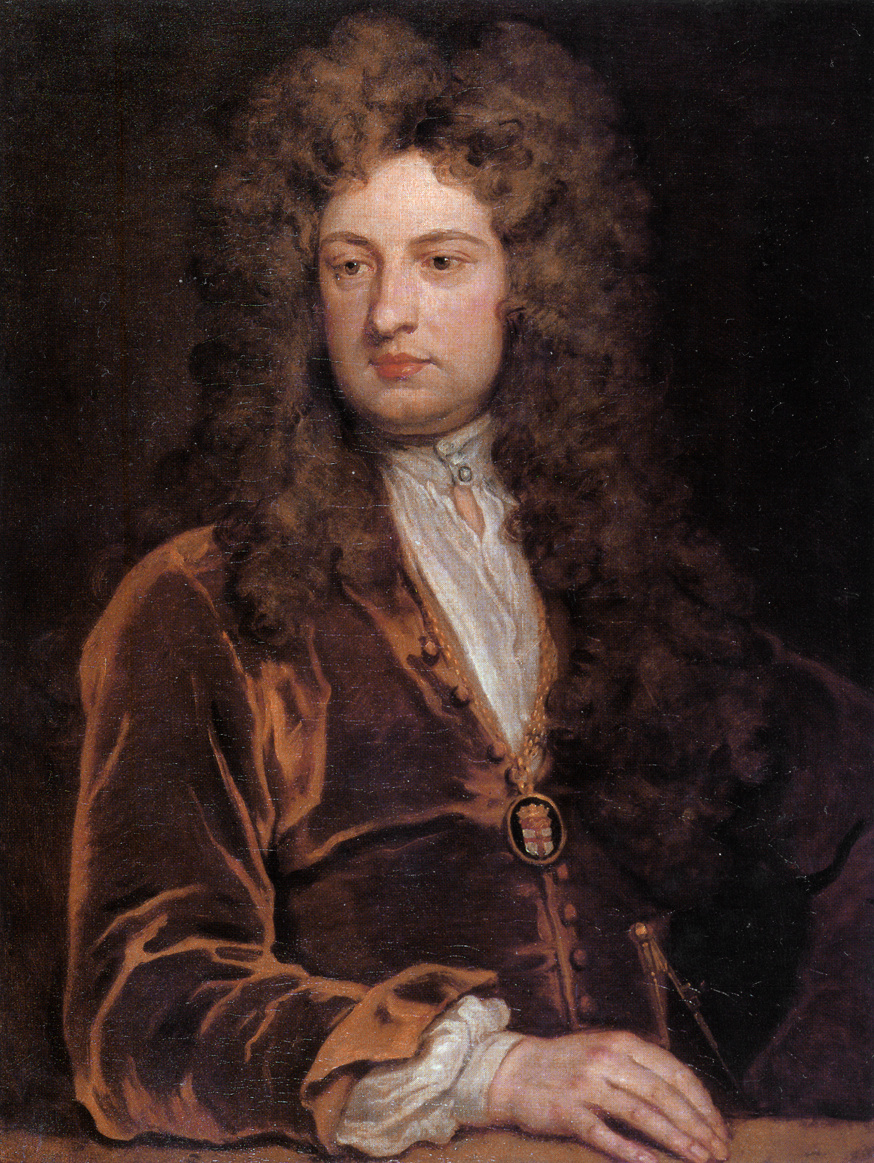
內勒繪製的約翰·凡布魯的肖像被認為是他成套肖像藝術作品中最精美的作品之一

內勒大約在17世紀末期受到威廉三世委託，繪製了八幅系列作品《漢普頓宮廷美女系列》，這一系列畫像描繪了宮廷中最迷人的侍女。1692年，他被威廉三世受封為爵士，三年後1695年隨國王的見證下獲得了牛津大學的榮譽法學博士學位。18世紀初期（1700年），他被利奧波德一世封為神聖羅馬帝國騎士。在此期間他也繪製了許多名人的成套肖像，大約描繪了48位重要的政治家、文人墨客和多數的Kit-Cat Club的成員。
1715年5月24日，他被喬治一世受封為從男爵。在1711年到1716年期間，他還擔任位於皇后街的繪畫與素描學院的院長，該學院的創始董事包括托馬斯·吉布森等藝術家。他的畫作受到了輝格黨成員的讚揚，其中包括約翰·德萊頓、約瑟夫·艾迪生、理察·斯蒂爾和亞歷山大·波普。
西薩塞克斯郡霍舍姆博物館的樓梯平台上懸掛著內勒的大量藏品中的藝術作品，其中包括一幅18世紀的埃弗斯菲爾德男爵和他的妻子在丹尼公園莊園的大幅肖像畫。

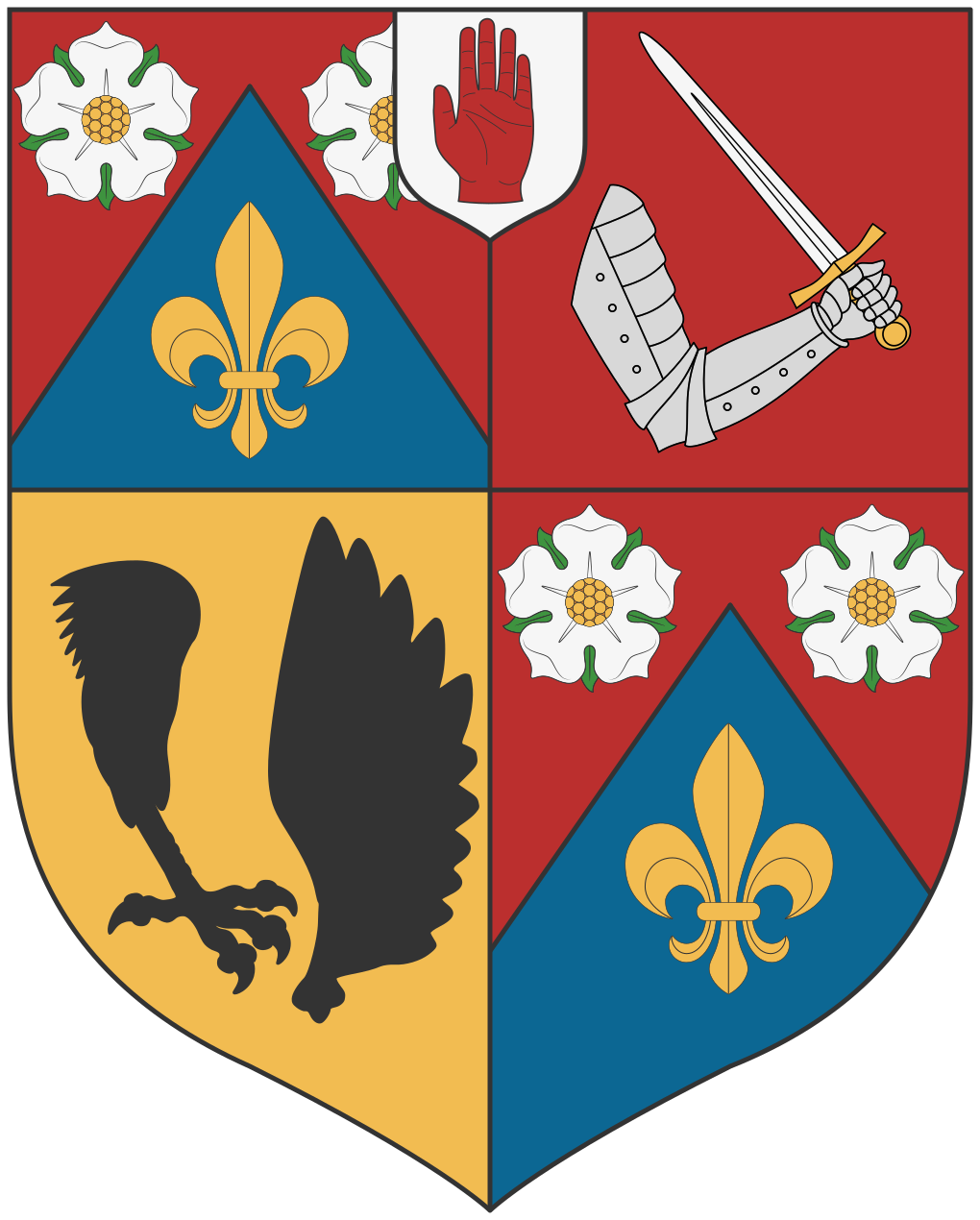
惠頓的克內勒從男爵的紋章。

1704年，內勒與妻子蘇珊娜·格雷夫（Susanna Grave）在聖布里奇教堂結婚，她是林肯副主教兼泰晤士河畔亨利教堂牧師約翰·考利的女兒，也是弒君者威廉·考利的孫女。
1713年，在特威克納姆聖瑪麗教堂的中殿倒塌時，內勒曾擔任教堂的委員，積極參與了建築師約翰·詹姆斯重建教堂的計劃。
1723年10月19日，內勒因為發燒過度而去世，享壽77歲，被葬在英國倫敦的特威克納姆。而內勒的遺孀後來也於1729年12月11日去世。

## 遺產
西敏寺為他豎立了一座紀念碑。內勒在遺囑中給他的助手愛德華·賓每年100英鎊的退休金，並委託賓負責完成所有未完成的工作，而賓也繼承了克內勒工作室裡的畫作。內勒的大部份財產也都由他的孫子戈弗雷·克內勒·哈克爾（Godfrey Kneller Huckle）繼承，他是內勒與沃斯夫人所生的私生女艾格尼絲·哈克爾（Agnes Huckle）的兒子，作為繼承財產的條件，他也跟隨了祖父的姓氏。
內勒於1709年在特威克納姆附近的惠頓建造了一棟房屋，於19世紀中期，該房屋所在地被建設成了內勒的大廳，即皇家軍事音樂學院的所在地。

## 部分肖像作品
若要參考內勒的大多數作品，請參見以下連結。
 维基共享资源上的相關多媒體資源：戈弗雷·内勒

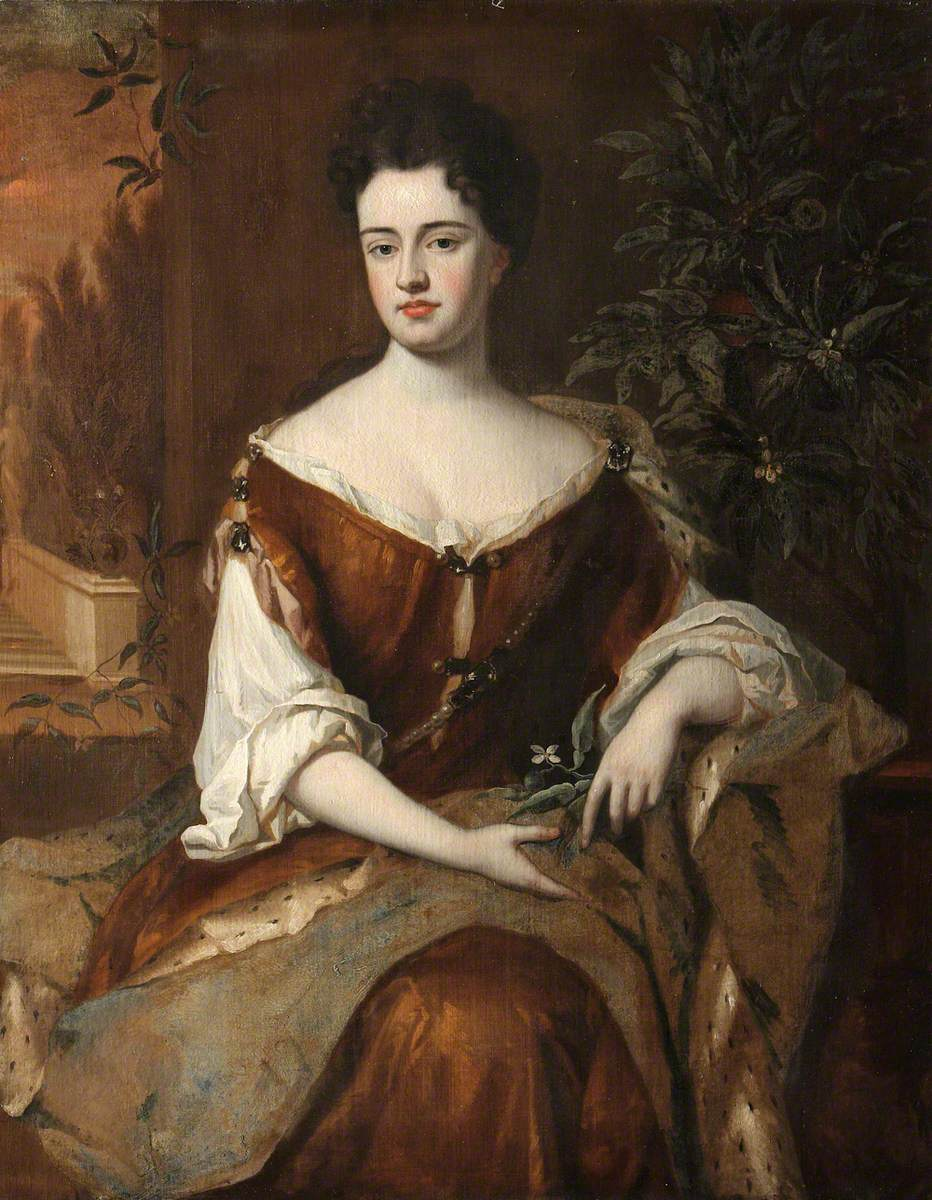
安妮（約1683年）
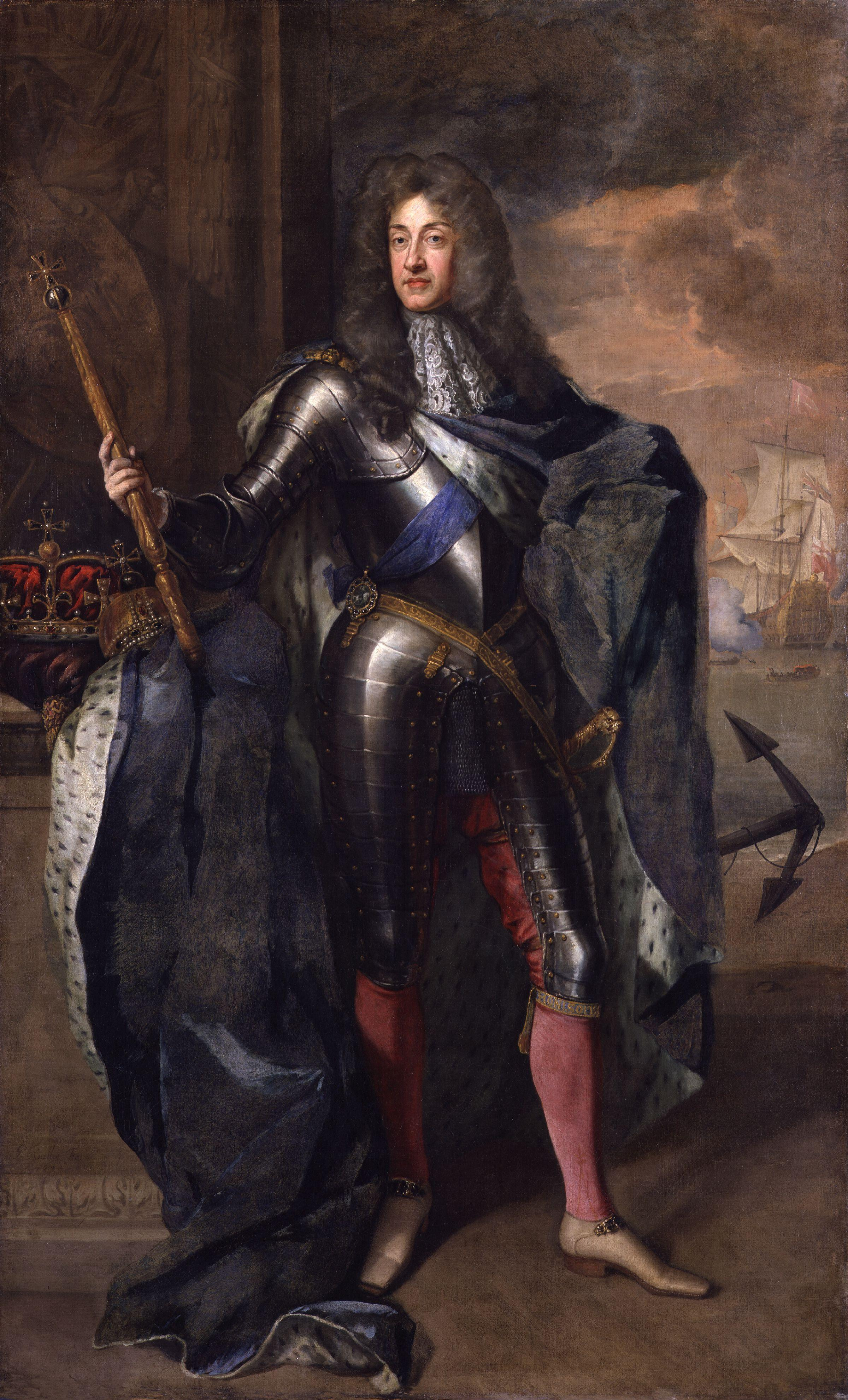
詹姆士二世（約1684年）
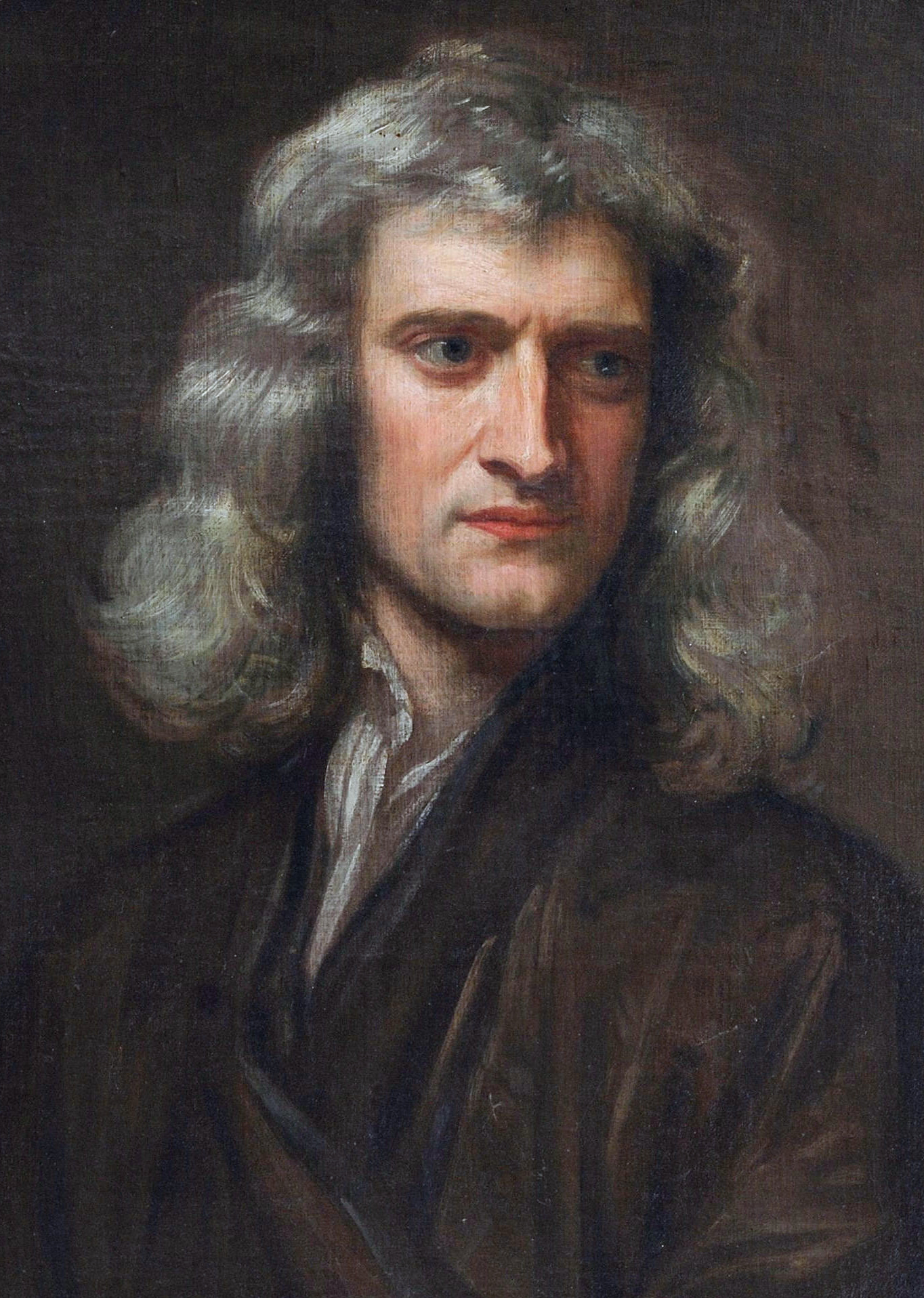
艾薩克·牛頓（繪於約1689年）
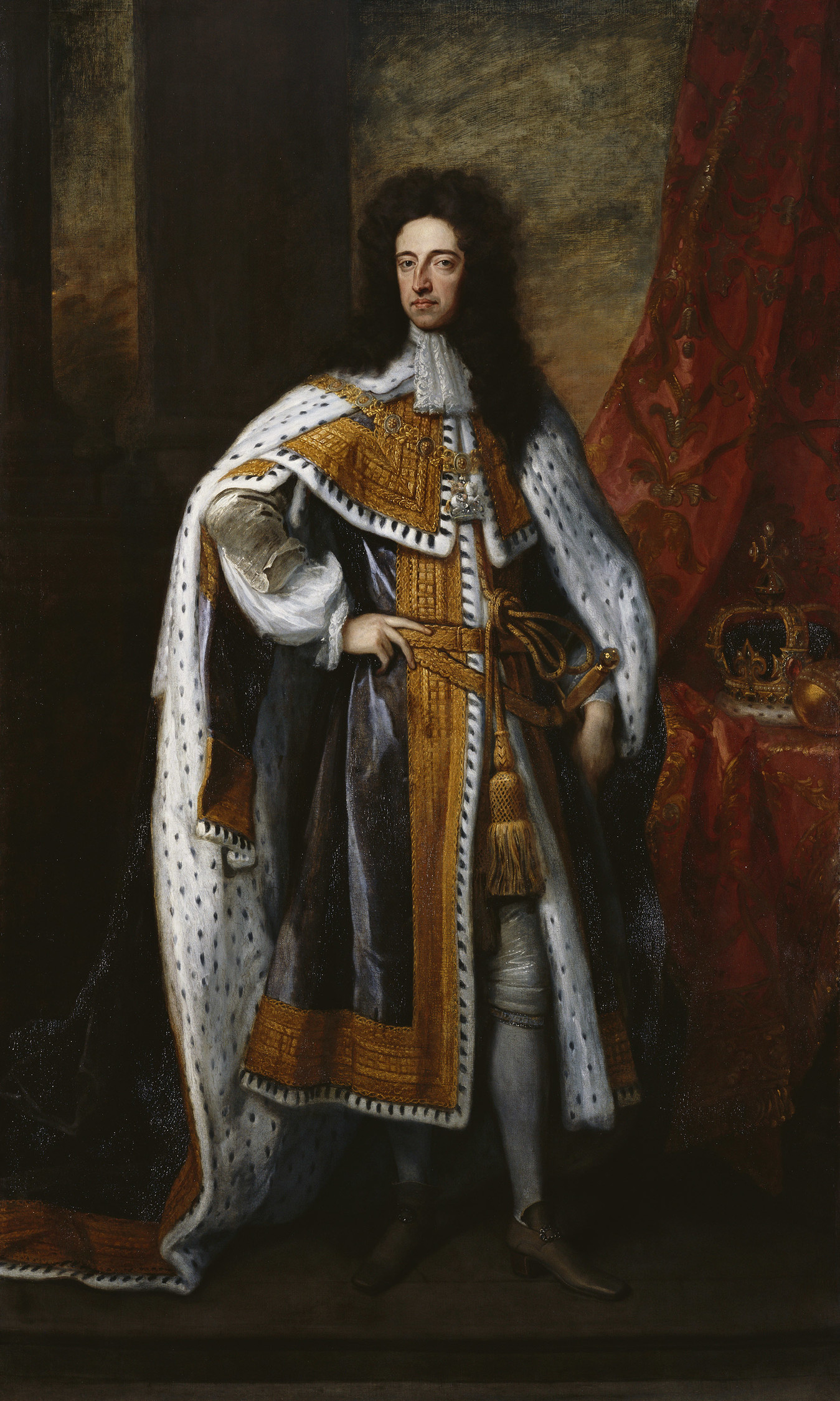
威廉三世（約1690年）
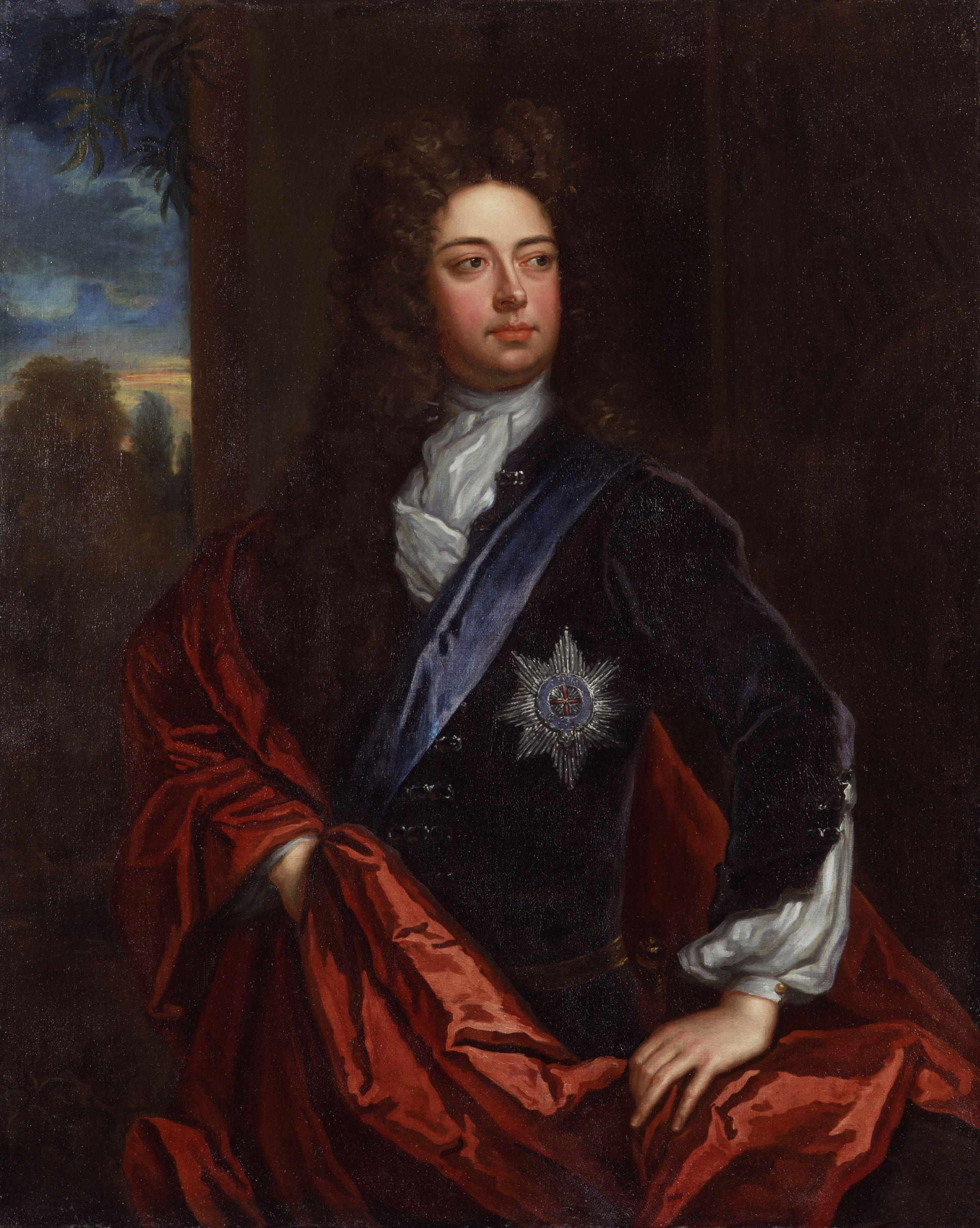
第一代馬爾博羅公爵約翰·邱吉爾（約1690年）
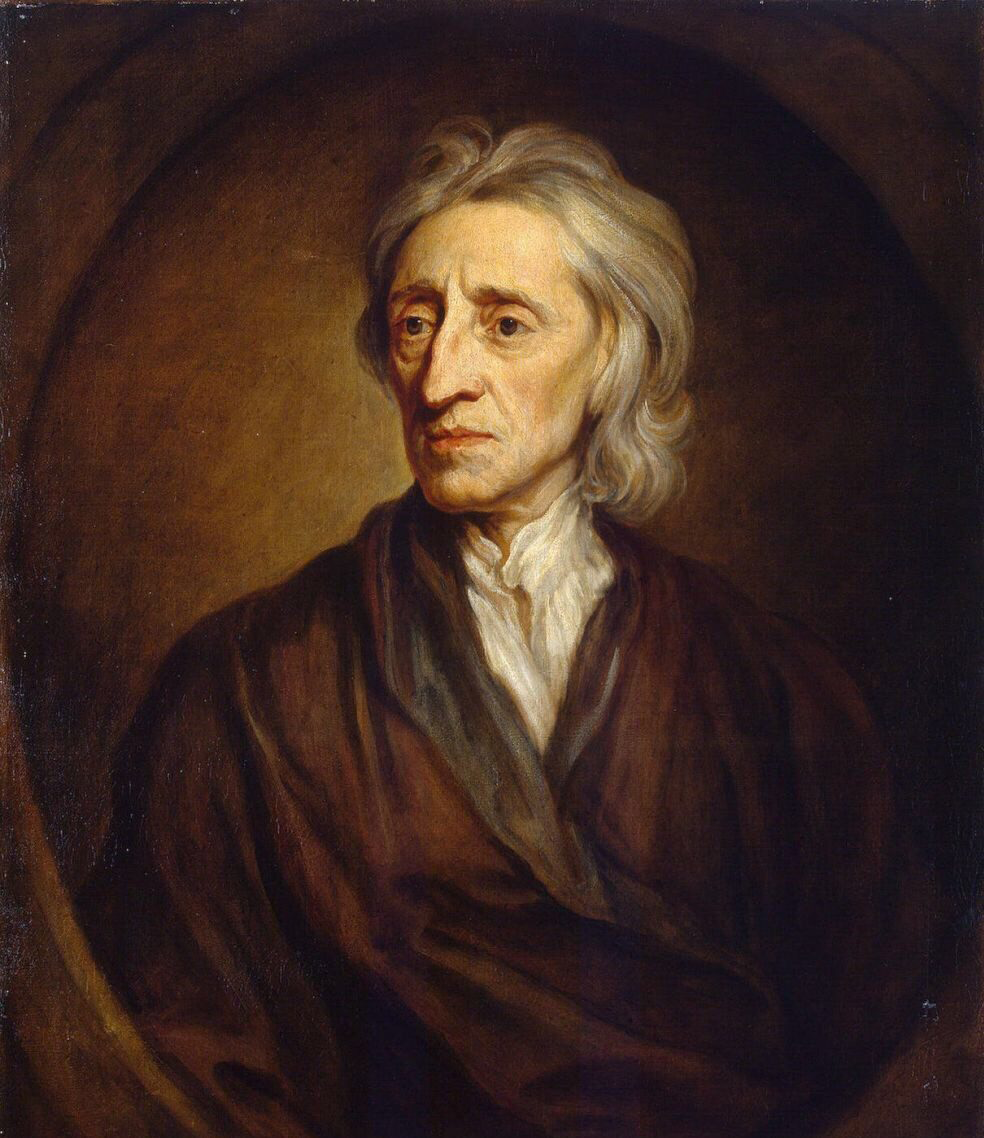
約翰·洛克（約1697年）
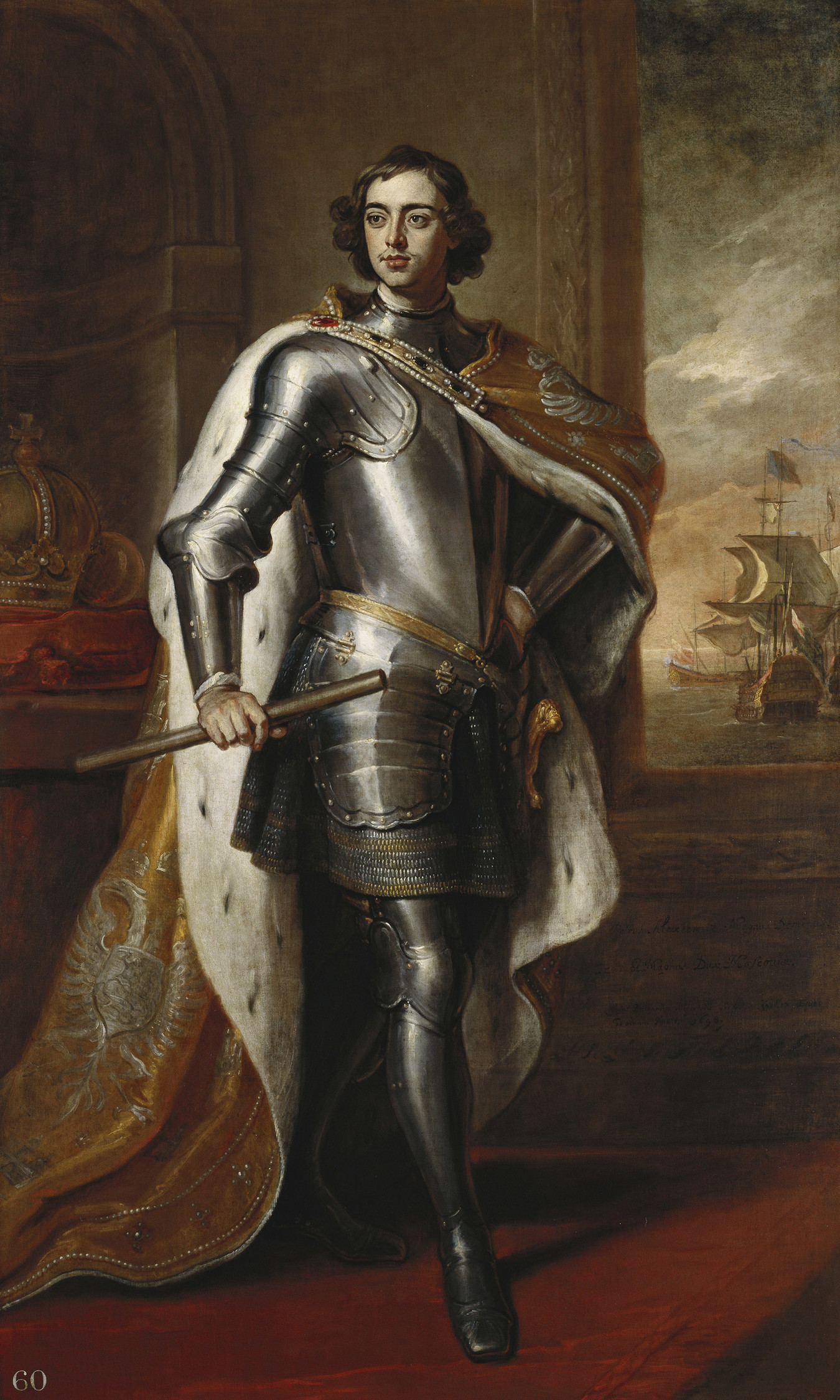
彼得大帝（約1698年）
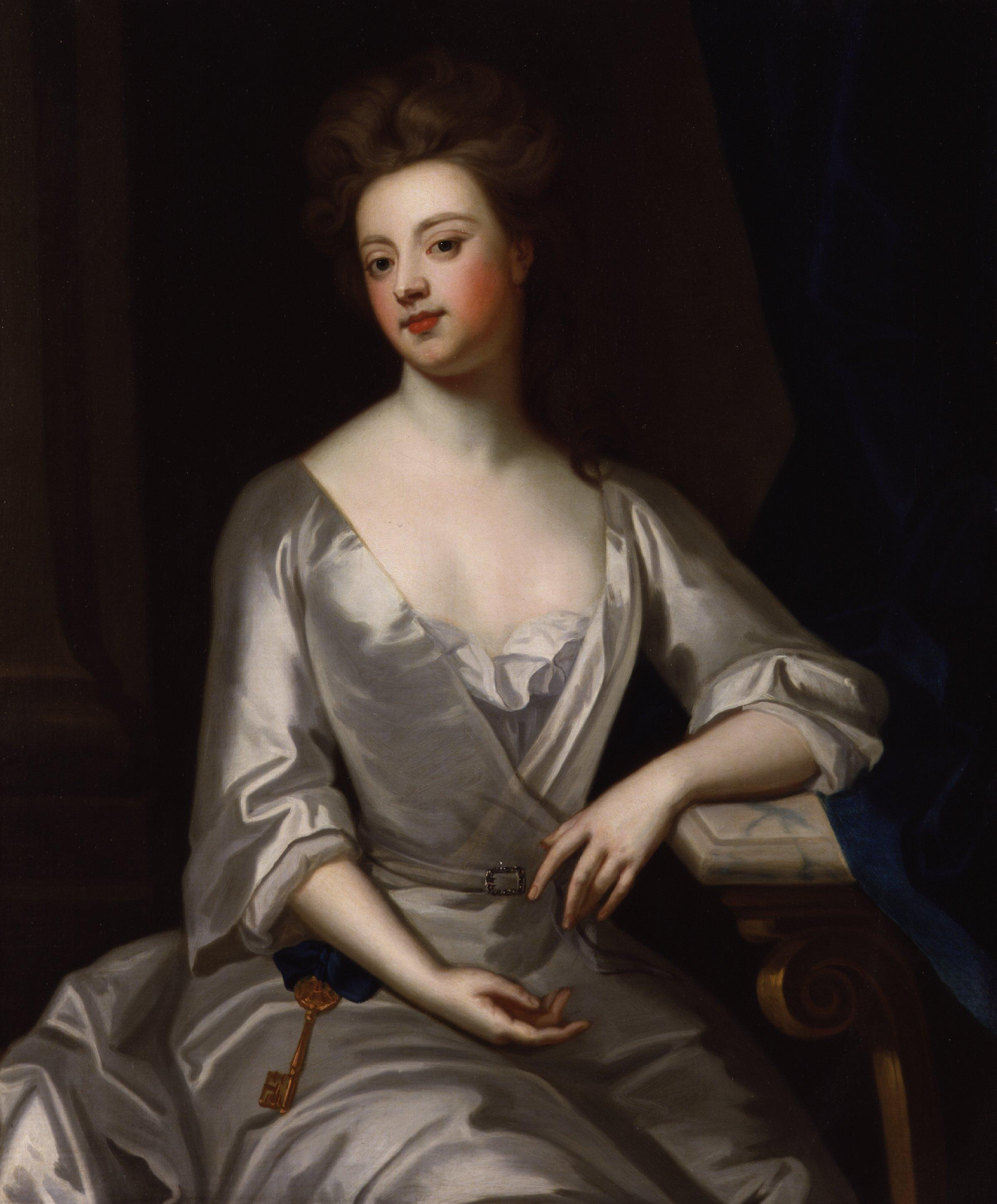
馬爾博羅公爵夫人薩拉·邱吉爾（約1702年）
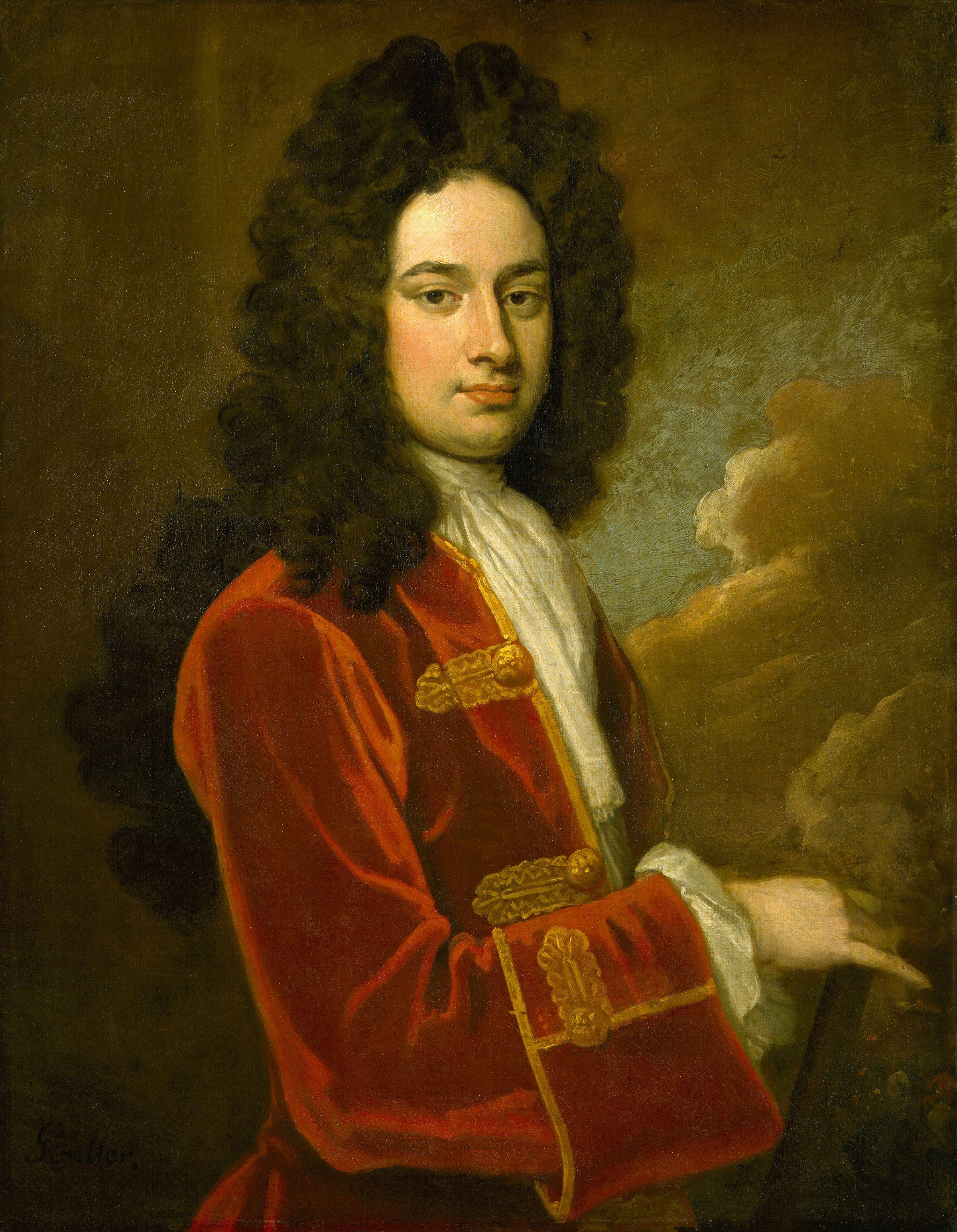
[[James Stanhope, 1st Earl Stanhope|第一代史坦霍普伯爵詹姆斯·史坦霍普（約1710年）
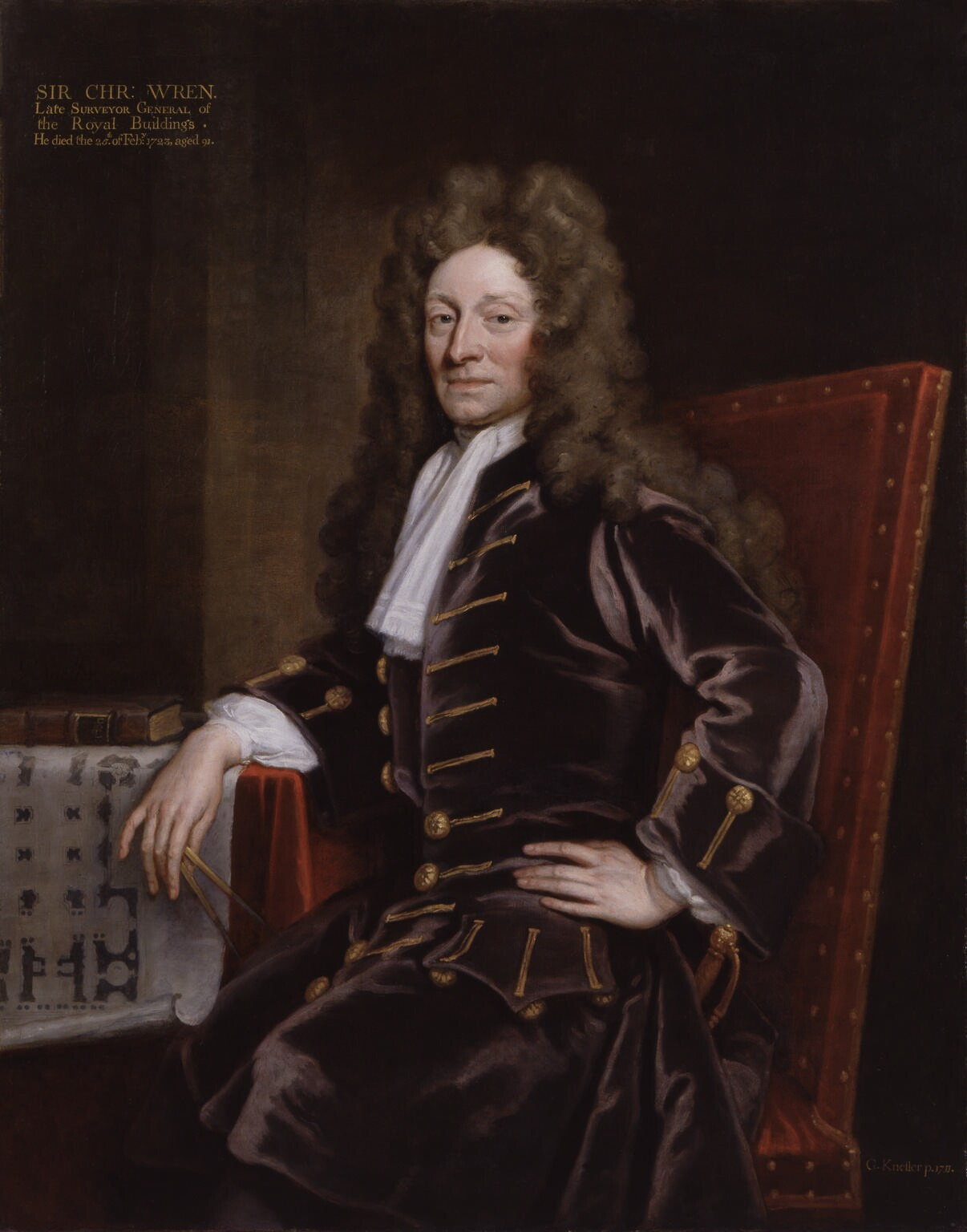
克里斯多福·雷恩（約1711年）

## 外部連結
- 839 件作品，戈弗雷·内勒，Art UK

- Rossetti, William Michael. .  15 (第11版). London: 850. 1911.
- A portrait of  John Benbow Esq. Admiral of the Fleetengraved by 威廉·亨利·莫特（英语：William Henry Mote） for Fisher's Drawing Room Scrap Book, 1838 with a poetical illustration by 莉提西婭·伊莉莎白·蘭登（英语：Letitia Elizabeth Landon）.
- King Charles II (1685) at the Walker Art Gallery, Liverpool
- Artcyclopedia: Sir Godfrey Kneller
- Biography
- Godfrey Kneller at PubHist
- Portraits by Kneller 的存檔，存档日期12 September 2008. at the 莉提西婭·伊莉莎白·蘭登（英语：National Portrait Gallery (England)）
- Self-portrait 的存檔，存档日期30 September 2007. at the 莉提西婭·伊莉莎白·蘭登（英语：National Portrait Gallery (England)）
- Horsham Museum